# Valerie Mendes
Valerie Helene Mendes (nacida Valerie Helene Barnett, octubre de 1939) es una novelista juvenil y poeta británica. Mendes es muy conocida por sus títulos Girl in the Attic y Lost and Found.

## Biografía
Valerie Mendes nació en Buckinghamshire, localidad situada en el sureste de Inglaterra, en octubre de 1939. Pertenece a una familia judía.
Asistió a la North London Collegiate School y más tarde estudió en la Universidad de Reading. Es madre de Sam Mendes, conocido director y productor de cine.

## Carrera
Los libros New Year Cat y The Best Guy in Albert Street fueron publicados por la editorial Puffin Post. Luego Mendes se interesó por  la escritura de libros ilustrados y publicó dos títulos: Tomasina's First Dance, en noviembre de 1992, y Look at Me, Grandma!, en enero de 2001. El primero fue ilustrado por Heather Calder; el segundo, por Claire Fletcher.
Después vino el libro Girl in the Attic, un relato juvenil. A esta siguieron tres novelas para adolescentes. La primera novela se tituló Coming of Age, y la publicó en junio de 2004. La segunda, Lost and Found, también editada en junio de 2004. y la tercera novela se tituló The Drowning, y fue publicada en agosto de 2005.
En 2014, Mendes publicó su primera novela histórica, Larkswood, a los setenta y cuatro años de edad.

## Libros
- Girl in the Attic (2002)
- Coming of Age (2003)
- Lost and Found (2004)
- The Drowning (2005)
- Larkswood (2011)
- The Hideaway (2015)

### Libros ilustrados
- Tomasina's First Dance (1992)
- Look At Me, Grandma! (2001)